# Lucrezia Bendidio
Lucrezia Bendidio, (oder Lucrezia Bendedei) (* 8. April 1547 in Ferrara; † nach 1584), war eine Hofdame von Leonora d’Este am Hof von Ferrara.

## Biografie
Sie wurde 1547 als Tochter von Nicolò Bendedei und Margherita Rossetti geboren und wuchs am Este-Hof von Ercole II. auf. Im September 1561 traf sie Torquato Tasso in Padua, der in Anwesenheit seines Vaters Bernardo, Kardinal Luigi d’Este und seine Schwester Leonora in ihren üblichen Spätsommerferien begleitete. Es ist bekannt, dass „der Prinzessin als Brautjungfer ein schönes 15-jähriges Mädchen aus einer der großen Familien Ferraras folgte, Lucrezia Bendidio“. Nachdem er ein gewisses Interesse an dem Mädchen bemerkt hatte, verliebte sich Tasso in sie und widmete ihr zahlreiche Reime. Die im Februar 1562 erfolgte Ankündigung von Lucrezias bevorstehender Hochzeit mit Graf Baldassarre Macchiavelli traf den achtzehnjährigen Tasso, der seine erste Liebe empfand, zutiefst aber er widmete ihr weiterhin Verse:

“Misero! ed io là corro ove rimiri
fra le brine del volto e 'l bianco petto
scherzar la mano avversa a' miei desiri!
Or come esser potrà ch'io viva e spiri,
se non m'accenna alcun pietoso affetto
che non fian sempre vani i miei sospiri?”

Als Tasso im Sommer 1562 das in zehn Monaten geschriebene Epos Rinaldo veröffentlichte, haben einige Kritiker Lucrezia in Clarice, eine der Figuren des Werkes, erkannt. Bei den Estensi konnte der Dichter sie jedoch noch viele Jahre lang sehen, während die attraktive Dame mit anderen Künstlern in Kontakt kam, die damals den Hof bereicherten, allen voran Battista Guarini und Giovan Battista Pigna. Unter den Kompositionen des letzteren befanden sich auch drei Lieder, die von der Schönheit Bendidios inspiriert waren und unter anderem den Ausgangspunkt für einige Überlegungen zur Liebe bildeten, die 1568 mit dem Titel „Considerazioni sopra tre canzoni di M. G. B. Pigna“ veröffentlicht wurden.
Lucrezia wird dann für lange Zeit auch die Geliebte des Kardinals Luigi d’Este.
Die Bendidio war auch eine geschätzte Sängerin und wirkte, wie ihre Schwester Isabella, an den Renaissancehöfen an den Concerto delle donne mit.
Eine weitere Schwester, Taddea, heiratete den Gelehrten Battista Guarini und ihre Tochter Anna Guarini war ebenfalls Sängerin und Harfenistin.